# Karl Baisch
Karl Baisch (* 28. Januar 1869 in Gaildorf; † 8. Januar 1943 in Stuttgart) war ein deutscher Gynäkologe.

## Leben und Wirken
Karl Baisch war ein Sohn des Gymnasialprofessors Friedrich Baisch und von Berta Schütt. Er selbst heiratete 1910 eine Frau namens Julie, deren Vater Emil Mayer in München eine Druckerei besaß. Im Jahr 1919 heiratete er in zweiter Ehe eine Frau namens Irma, deren Vater Leonhard Käppner ein Nürnberger Studienrat war. Aus beiden Ehen stammte jeweils eine Tochter.
Baisch lernte an den evangelisch-theologischen Seminaren von Maulbronn und Blaubeuren. Von 1887 bis 1890 besuchte er die Universität Tübingen für ein Studium der Theologie und Philologie und seit 1887 war er Mitglied der Studentenverbindung Tübinger Königsgesellschaft Roigel (1933–1935 Tübinger Burschenschaft Roigel). Anschließend wechselte er für ein Medizinstudium nach München. Er beendete das Studium mit dem Staatsexamen und der Promotion an der Universität Freiburg. Von 1895 bis 1902 praktizierte er als Arzt in Dornhan. Danach assistierte er für einige Zeit Paul Clemens von Baumgarten am pathologischen Institut der Universität Tübingen. Es folgte eine Tätigkeit als Assistenzarzt von Albert Döderlein an der Frauenklinik der Tübinger Universität. Im Jahr 1904 habilitierte er sich in Tübingen für Geburtshilfe und Gynäkologie. Nachdem Döderlein 1904 einem Ruf nach München gefolgt war, folgte ihm Baisch als Oberarzt der Frauenklinik der Münchener Universität. An der von Döderlein signifikant geprägten Erweiterung der operativen Gynäkologie wirkte Baisch maßgeblich mit.
1910 wurde Baisch zum außerordentlichen Professor ernannt. 1913 wechselte er als Direktor an die Städtische Frauenklinik Stuttgart und verlor diesen Posten im Jahr 1933 aus politischen Gründen.

## Publikationen
Baisch publizierte umfangreich für Zeitschriften und Handbücher und schrieb Monographien. Dabei beschäftigte er sich mit diversen Aspekten von Geburtshilfe und Gynäkologie. Sein besonderes Interesse galt bakteriologischen Themen und der Geburtsleitung beim engen Becken. Außerdem schrieb er wiederholt über die gynäkologische Strahlentherapie.

## Werke
- Gesundheitslehre für Frauen. 1916, 1919 (2. Auflage), Teubner-Verlag Leipzig, 1923 in russischer Übersetzung, 1944 im Hippokrates-Verlag Stuttgart.
- Lehrbuch der Geburtshilfe für Studierende und Ärzte. F. Enke, 1926.
- Leitfaden der geburtshilflichen und gynäkologischen Untersuchung. 1911 (auch in spanischer Übersetzung), 1913, 1919, 1920 (4. Auflage), Thieme-Verlag, Leipzig.